# Sărata Veche
Sărata Veche è un comune della Moldavia situato nel distretto di Fălești di 4.603 abitanti al censimento del 2004

## Località
Il comune è formato dall'insieme delle seguenti località (popolazione 2004):
- Sărata Veche (3.171 abitanti)
- Hitrești (589 abitanti)
- Sărata Nouă (843 abitanti)